# 1922 en photographie
| Années de la photographie : 1919 - 1920 - 1921 - 1922 - 1923 - 1924 - 1925    |
| Décennies de la photographie : 1890 - 1900 - 1910 - 1920 - 1930 - 1940 - 1950 |

Cet article présente les faits marquants de l'année 1922 en photographie.

## Événements
- mars-août : l'alpiniste John Baptist Lucius Noel assure le rôle de photographe officiel de la première expédition britannique d'ascension de l'Everest : de nombreuses photographies et un film ont documenté l'expédition[1].

- juin-août : Man Ray ouvre à Paris un studio de photographie au 31 bis, rue Campagne-Première ; il photographie la collection d’été du couturier Paul Poiret[2]. Il pratique le photogramme qu'il appelle rayographe ou rayogramme[3].

- automne-hiver : László Moholy-Nagy s'initie à la technique du photogramme[4].

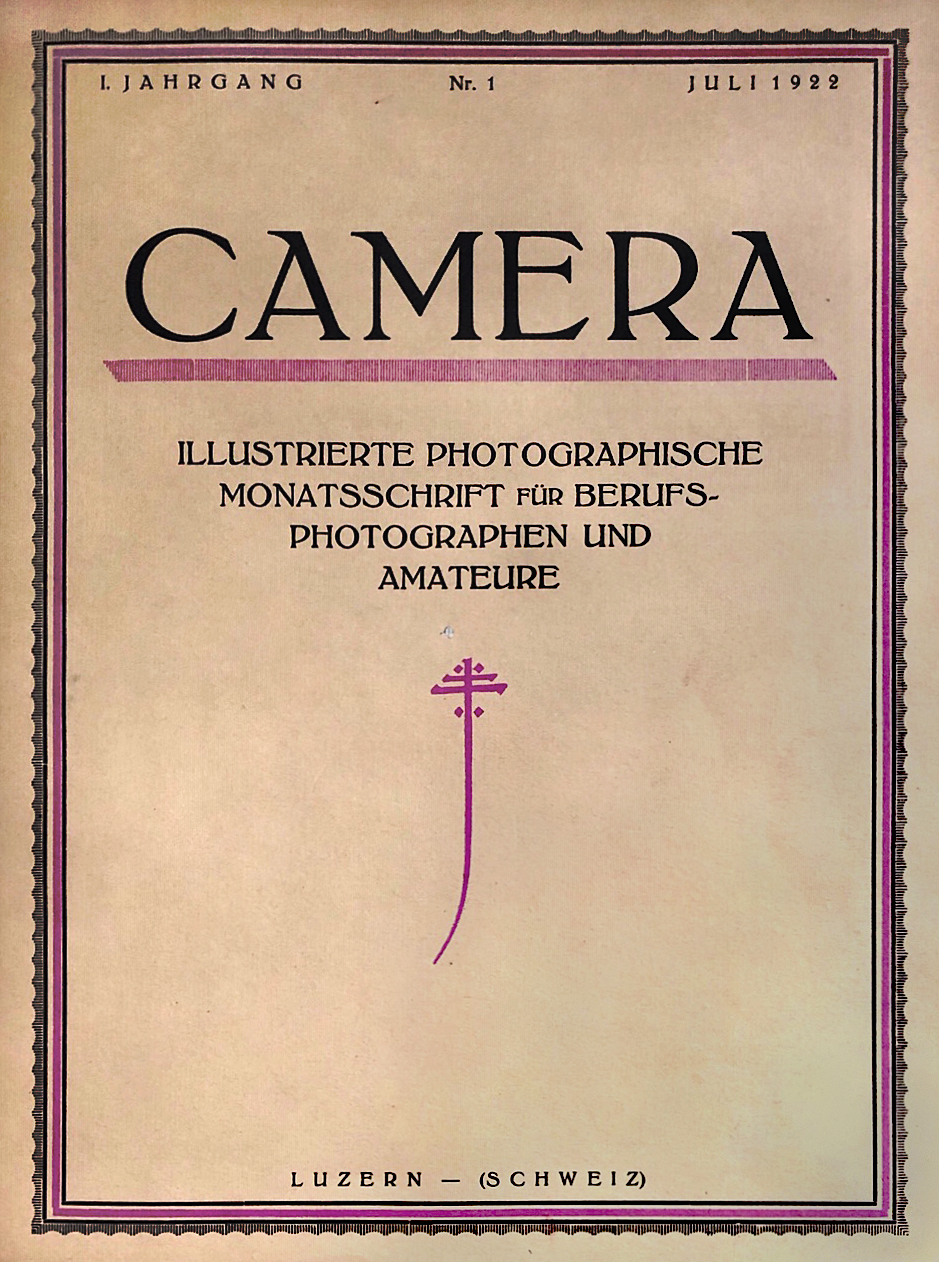
Premier numéro de la revue suisse Camera.

- Le photographe japonais Hakuyō Fuchikami fonde la Nihon Kōga Geijutsu Kyōkai (Association d'art photographique du Japon) et publie le premier numéro du magazine photographique Hakuyō.
- Création au Japon de la revue Geijutsu Shashin Kenkyū (芸術写真研究 (?)) [Études de technique photographique].
- Julio Requejo Santos, militaire et photographe amateur, fonde avec d'autres photographes la Real Sociedad Fotográfica de Saragosse.
- Création à Lucerne de la revue suisse Camera, publiée en allemand.
- Le photographe Raphaël Binet et le journaliste Octave-Louis Aubert créent la revue mensuelle La Bretagne touristique, sous-titrée "revue illustrée des intérêts bretons", qui fait largement appel à la photographie et aux illustrations d'art.
- Adolf de Meyer devient à Paris chef de la photographie du magazine Harper's Bazaar qui appartient à l'homme d'affaires William Randolph Hearst.
- Dissolution de la London Stereoscopic and Photographic Company ; des milliers de négatifs sur verre grand format sont détruits pour être recyclés[5].

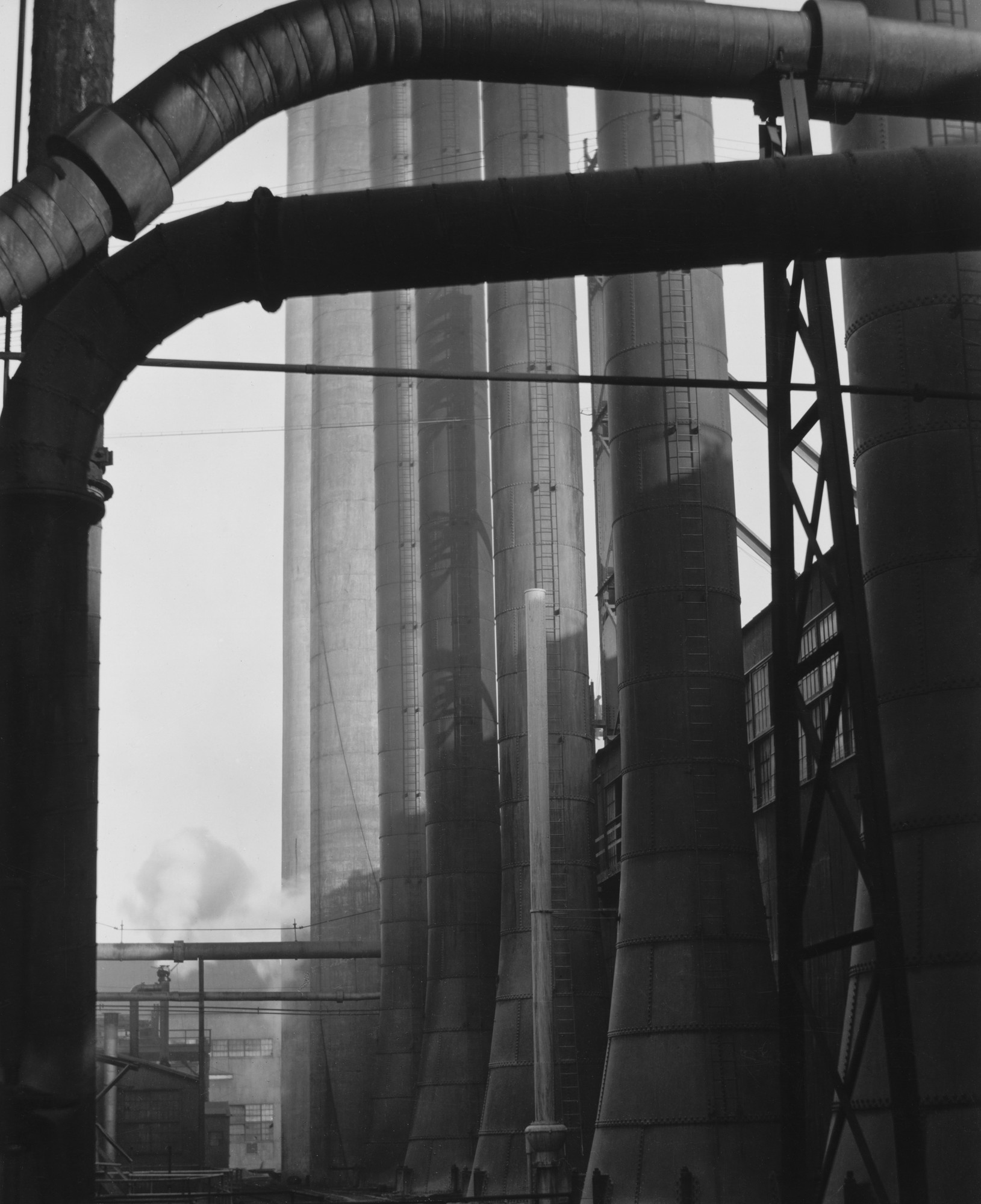
Edward Weston, Armco Steel.

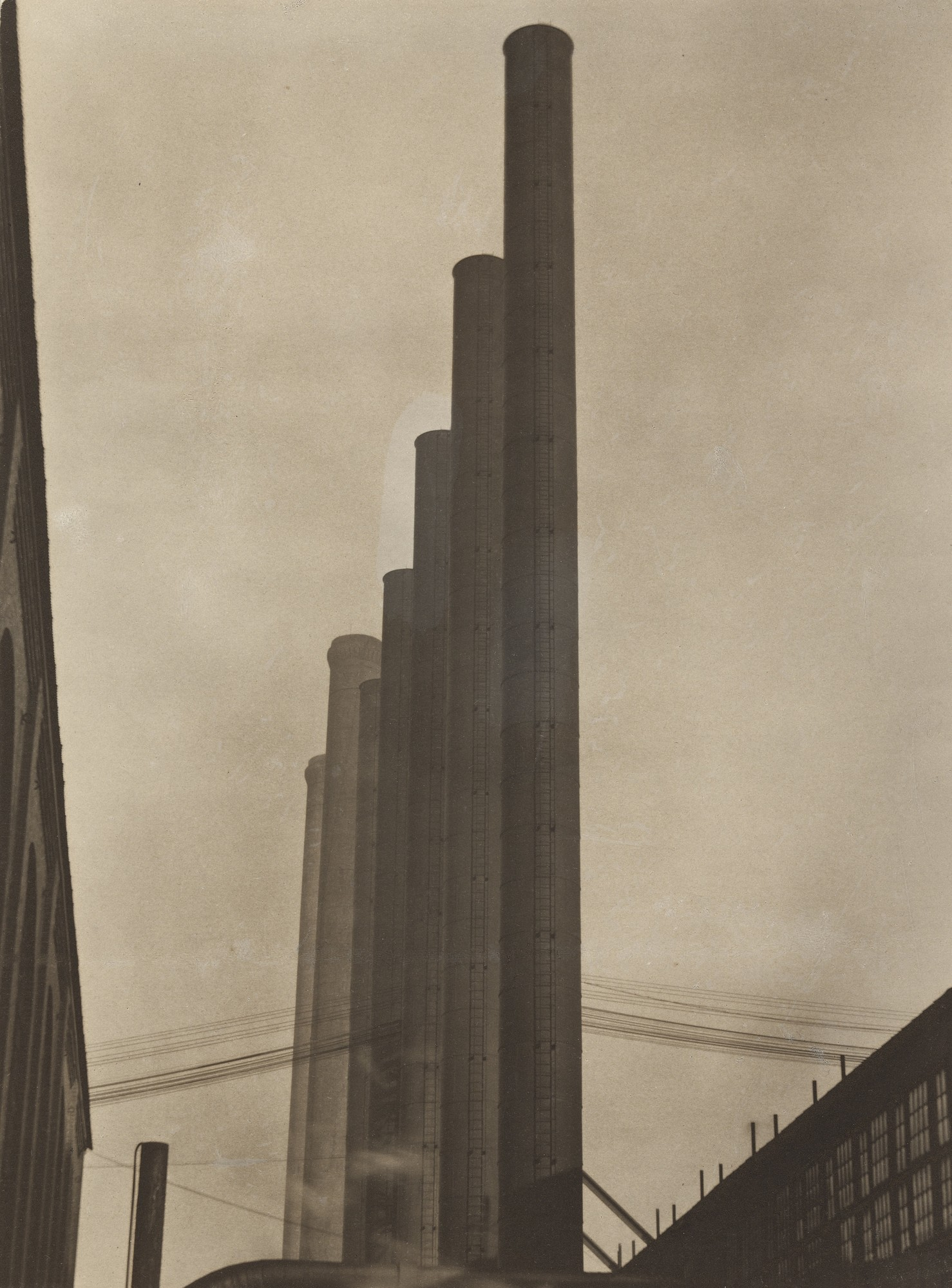
Edward Weston, '.

## Photographies notables
- juin-août : Man Ray publie avec succès des photographies de peintres et d’écrivains dans la revue américaine Vanity Fair[6], ainsi qu'un album avec ses photogrammes ou rayogrammes, Champs délicieux, avec une préface de Tristan Tzara « La photographie à l'envers »[7],[N 1].

- 1922 est une année de transition pour le photographe américain Edward Weston qui renonce au pictorialisme en faveur de la photographie pure ; il réalise à Middletown dans l'Ohio ses premières photos industrielles des aciéries Armco.

- Paul Strand, Akeley Motion Picture Camera (en) : photographie de la caméra Akeley que le photographe américain vient d'acheter pour ses réalisations cinématographiques[8],[9].

## Livres de photographie
- Adolf Miethe, (de) Unter der Sonne Oberägyptens neben den Pfaden der Wissenschaft. Mit 44 Dreifarbenbildern und 133 Netz-Ätzungen nach photografischen Naturaufnahmen, Berlin, D. Reimer, 1922, VIII-223 p. : photographies de son voyage en Égypte en 1908.
- Shinzō Fukuhara, (ja) Pari to Seinu (巴里とセイヌ?) [Paris et la Seine], Tokyo, Shashin Geijutsusha : photographies prises lors du séjour du photographe à Paris en 1913[10].

## Études, essais et articles
- Article théorique de Theo van Doesburg, « Production reproduction », sur les photogrammes, dans le no  10 de la revue De Stijl.
- léon Gimpel, « Le centième de secondes en autochromie et l’instantané nocturne sur plaques noires avec l’éclairage ordinaire par l’ultrasensibilisation de M. F. Monpillard », Bulletin de la Société française de photographie, no 5,‎ 1922, p. 130-145.
- Léon Lenouvel, « La photographie aérienne appliquée à la cartographie », L'Aéronautique, no 37,‎ juin 1922, p. 191-195 (lire en ligne).

## Prix et récompenses
- Laure Albin Guillot reçoit une médaille d’or au concours de la Revue française de photographie.

## Naissances
- 1er janvier : Kensuke Hijikata, photographe japonais.
- 19 janvier : Dan Gibson, photographe canadien, mort le 18 mars 2006.
- 20 janvier : Ed Westcott, photographe américain, mort le 29 mars 2019.
- 21 janvier : Evelyn Hofer, photographe portraitiste et documentariste germano-américaine, morte le 2 novembre 2009.
- 27 janvier : Pierre Dandoy, photographe belge, mort le 17 février 2003.
- 19 mars : Francesc Català Roca, photographe catalan, mort le 5 mars 1998.
- 31 mars : Art Shay, photographe et écrivain américain, mort le 28 avril 2018.
- 1er mai : Artur Pastor, photographe portugais, mort le 17 septembre 1999.
- 18 mai : Bernard Poinssot, photographe français spécialiste du portrait photographique, mort le 10 juillet 1965.
- 19 mai : Charles-Eugène Bernard, photographe canadien, mort le 21 avril 2002.
- 28 mai : German Lorca,  photographe brésilien, mort le 8 mai 2021.
- 26 mai : Lorraine Monk, photographe canadienne, morte le 17 décembre 2020.
- 3 juin : Shinzō Maeda, photographe japonais, mort le 21 novembre 1998.
- 14 juin : George Barris, photographe et journaliste américain, mort le 30 septembre 2016.
- 29 juillet : Erich Hartmann, photographe américain, mort le 4 février 1999.
- 22 août : Lennart Nilsson, photographe suédois, mort le 28 janvier 2017.
- 25 août : Kurt Blum, photographe et réalisateur suisse de films documentaires, mort le 30 décembre 2005.
- 7 novembre : Louis Stettner, photographe américain, mort le 13 octobre 2016.
- 18 novembre : Philippe Joudiou, photographe, auteur et illustrateur français, mort le 23 mars 2008.

## Décès
- 13 janvier : Maurice Guibert, 65 ans, photographe amateur français, né le 12 août 1856.
- 27 janvier : Giovanni Verga, 81 ans, photographe et écrivain, principal représentant du vérisme, né le 2 septembre 1840.
- 7 février : Tomishige Rihei, 84 ans, photographe japonais, pionnier de la photographie au collodion humide au Japon, né le 19 mai 1837.
- 14 février : Jules Robuchon, 81 ans, libraire, photographe et statuaire français, né le 30 octobre 1840.
- 24 février : Rosalie Magnon, photographe française, active en 1884-1885, née le 10 décembre 1841.
- 12 mars : Hugh Mangum, photographe américain, né le 2 juin 1877.
- 17 mars : Henri de La Martinière, 62 ans, explorateur, archéologue, diplomate et photographe français, né le 18 juillet 1859.
- 10 juillet : Paul Lancrenon, 64 ans, général, voyageur et photographe amateur français, né le 26 juillet 1857.
- 26 août : Karl Pinkau, 63 ans, lithographe, photographe et homme politique allemand, né le 1er juin 1859.
- 6 septembre : Constantino Garcés, photographe et journaliste espagnol.
- 21 novembre : José Sellier Loup, 72 ans, photographe espagnol d'origine française qui a lancé le cinéma en Galice, né le 13 août 1850.

## Célébrations

### Centenaire de naissance
- Alfred Bernier
- Abraham Bogardus
- Mathew Brady
- Giacomo Brogi
- Maxime Du Camp
- Jean-Baptiste Dulac
- Paul Duseigneur
- Victor Franck
- Francis Frith
- Arsène Garnier
- Clementina Hawarden
- Jean-Jacques Heilmann
- Alfred-Nicolas Normand
- Pierre-Louis Pierson
- Madame Vaudé-Green
- John Adams Whipple